# Technopark (metropolitana di Mosca)
Technopark (in russo Технопарк?) è una stazione della Metropolitana di Mosca situata sulla Linea Zamoskvoreckaja. Inaugurata il 28 dicembre 2015, la stazione è situata nel quartiere di Danilovskij.